# 大島希巳江
大島 希巳江（おおしま きみえ、1970年9月30日 - ）は、日本の社会言語学者、神奈川大学国際日本学部国際文化交流学科教授、教育学(社会言語学)博士、英語落語家。英語落語家として教科書に登場している。
専門は異文化コミュニケーション学、社会言語学、ユーモア学。アバンセ所属。

## 経歴
東京都生まれ。コロラド州立大学ボルダー校卒業、青山学院大学大学院国際コミュニケーション修士、国際基督教大学大学院教育学(社会言語学)博士、現職。
2002年6月　国際基督教大学　教育学博士　論文の題は「Gairaigo usage in Japan : From cultural controversy to a new analytical framework(日本における外来語の使用 : 文化論争から新しい分類のフレームワークへ)  」。

## 活動
1997年から毎年「世界平和に貢献したい」という思いを意識しながら英語落語の海外公演ツアーを行っている。
- アメリカ、ノルウェー、シンガポール、マレーシア、オーストラリア、タイ、フィリピン、インド、ブルネイ、パキスタン、グアム、中国など[3][5]

趣意
- 日本人の一人一人が日本文化を、日本らしさを、ユーモアを、そして笑顔を世界に発信していくことが今後ますます重要になっていく。一人の日本人として誇りに思える何かを世界に発信していくことを、多くの日本人が意識してくれればと願う。
- ユーモアの発信は世界を平和にする。これが事実であることを、いつかこの目で確認したい。

## 所属学会
- 異文化コミュニケーション学会
- 日本コミュニケーション学会
- International Society for Humor Studies(国際ユーモア学会)
- International Association for Intercultural Communication Studies

## 著書

### 単著
- 『英語で小噺! イングリッシュ・パフォーマンス実践教本(CD付き)』 研究社 2009年
- 『日本の笑いと世界のユーモア - 異文化コミュニケーションの観点から』 世界思想社 2006年
- 『自分を印象づける英語術』 研究社 2003年
- 『「英語落語」傑作集』 研究社 2003年
- 『英会話に役立つ基本単語のやさしいルール』 ジャパンタイムズ 2002年
- 『世界を笑わそ! - RAKUGO IN ENGLISH』 研究社 2001年
- 『知ってる単語で英会話!』 ジャパンタイムズ 2001年
- 『間違いだらけのカタカナ英語 - こんな和製英語は英語じゃない』 日新報道 1995年

### 共著
- 『笑いを科学する ? ユーモア・サイエンスへの招待』 木村洋二編 新曜社 2010年「異文化コミュニケーションにおけるユーモアの役割」
- 『踊る民謡 - 民謡えほん(2)』 (大島希巳江・久保修) えほんの社 2010年
- 『恋する民謡 - 民謡えほん』 (久保修・大島希巳江) えほんの杜 2009年
- 『[CDブック] 英語落語で世界を笑わす! シッダウン・コメディにようこそ』 (大島希巳江・立川志の輔) 研究社 2008年
- 『笑いの科学』Vol.1 ユーモア・サイエンス学会編 松籟社 2008年.90-95頁
- 『笑いと創造』第4-5集 勉誠社 2005,2008年「会話から生じる笑いとビジネス・コミュニケーションのユーモア」
- 『Understanding Humor in Japan.』Wayne State University  2006年
- 『辛口・英語ユーモア』 (鈴木進・L.G. パーキンズ・大島希巳江・Leo G. Perkins) 丸善ライブラリー 2000年

## 論文
- 国立情報学研究所収録論文 国立情報学研究所